# فرودگاه اسکگوی
فرودگاه اسکگوی (به انگلیسی: Skagway Airport) یک فرودگاه همگانی بهره‌برداری هوایی با کد یاتا SGY است که یک باند فرود آسفالت دارد و طول باند آن ۱۰۸۲ متر است. این فرودگاه در کشور ایالات متحده آمریکا قرار دارد و در ارتفاع ۱۳ متری از سطح دریا واقع شده است.